# Harbin Y-12
El Harbin Y-12 és un avió de transport lleuger bimotor produït per l'empresa xinesa Harbin Aircraft Manufacturing Corporation (HAMC).

## Desenvolupaments
El desenvolupament d'aquest avió va començar el 1980 i el seu primer vol va tenir lloc el 14 de juliol de 1982. Té un perfil d'ala supercrítica i està propulsat per dos motors turbohèlix Pratt & Whitney Canada PT6A.
Des del seu primer vol, s'han fet diversos desenvolupaments:
- L'Y-12 I, del qual se'n van produir 30, estava equipat amb motors PT6A-11;
- L'Y-12 II, el primer vol del qual va tenir lloc a l'agost de 1984, equipat amb motors PT6A-27 més potents, té una càrrega útil de 5.700 kg, capaç de transportar 17 passatgers i dos membres de la tripulació;
- Les variants Y-12 III, Y-12 IV i Y-12E (90 d'aquestes últimes lliurades el setembre de 2016)[2] tenen capacitats de càrrega útil lleugerament superiors.
- El 2008 es va anunciar una evolució ampliada de l'Y-12F amb tren d'aterratge retràctil: el primer "desplegament" va tenir lloc a finals del 2010 i sembla que un primer vol va tenir lloc durant la primera meitat del 2011. El pes màxim d'enlairament augmenta de 7,7 t a 8,4 t, la velocitat màxima de 450 km/h a 482 km/h. L'avió pot transportar 19 passatgers a una distància de 1.540 km, en lloc dels 18 passatgers a 1.340 km de les versions anteriors.

## Estats que n'han comprat
Com a transport de tropes (19 soldats), aquest avió encara és utilitzat per, entre d'altres, Xina, Cambodja, Eritrea, Iran, Kenya, Mauritània, Mongòlia, Namíbia, Uganda (2 el 2012), Pakistan, Paraguai, Perú, Sri Lanka, Tanzània i Zàmbia (5 avions encarregats el 2006). Djibouti va rebre 2 avions el 15 de juliol de 2016, Costa Rica en va rebre 2 el setembre de 2016. Mali n'adquireix 2 el 2017.
També l'utilitzen com a transport civil les companyies aèries de la Xina, Oceania, el sud-est asiàtic i Mongòlia.